# Remera (Musanze)
Remera è un settore (imirenge) del Ruanda, parte della Provincia Settentrionale e del distretto di Musanze. Particolarmente nota per le sue residenze imperiali dell'impero Ruandese del XIV secolo, rimane ancora oggi una meta di turismo internazionale.